# Huxley (Iowa)
Huxley ist eine Kleinstadt (mit dem Status „City“) im Story County im US-amerikanischen Bundesstaat Iowa. Im Jahr 2010 hatte Huxley 3317 Einwohner, deren Zahl sich bis 2013 auf 3385 erhöhte. Das U.S. Census Bureau hat bei der Volkszählung 2020 eine Einwohnerzahl von 4.244 ermittelt.
Die Stadt ist Bestandteil der Ames Metropolitan Statistical Area, einer Metropolregion, die sich über das gesamte Gebiet des Story County erstreckt.

## Geografie
Huxley liegt im Zentrum Iowas am südlichen Ufer des Ballard Creek, der über den South Skunk River und den Skunk River zum Stromgebiet des Mississippi gehört. Dieser bildet rund 270 km östlich die Grenze zu Illinois, während der Missouri River etwa 220 km westlich die Grenze zu Nebraska bildet. Die Grenze Iowas zu Minnesota verläuft rund 200 km nördlich; Missouris Nordgrenze befindet sich rund 160 km südlich.
Die geografischen Koordinaten von Huxley sind 41°53′43″ nördlicher Breite und 93°36′03″ westlicher Länge. Das Stadtgebiet erstreckt sich über eine Fläche von 8,16 km² und verteilt sich über die Palestine und die Union Township.
Nachbarorte von Huxley sind Ames (16,6 km nördlich), Nevada (27,3 km nordöstlich), Cambridge (6,7 km östlich), Maxwell (19,7 km in der gleichen Richtung), Elkhart (18,1 km südöstlich), Alleman (9,3 km südlich), Ankeny (18,6 km in der gleichen Richtung), Polk City (23 km südwestlich), Slater (8,7 km westsüdwestlich), Sheldahl (11,4 km westsüdwestlich), Madrid (19,8 km westlich) und Kelley (10,9 km nordwestlich).
Die nächstgelegenen größeren Städte sind die Twin Cities (Minneapolis und St. Paul) in Minnesota (361 km nördlich), Rochester in Minnesota (308 km nordnordöstlich), Waterloo (174 km ostnordöstlich), Cedar Rapids (176 km östlich), Iowas frühere Hauptstadt Iowa City (204 km ostsüdöstlich), Iowas Hauptstadt Des Moines (39,1 km südlich), Kansas City in Missouri (350 km südsüdwestlich), Nebraskas größte Stadt Omaha (260 km westsüdwestlich), Sioux City (304 km westnordwestlich) und South Dakotas größte Stadt Sioux Falls (441 km nordwestlich).

## Verkehr
Der in Nord-Süd-Richtung verlaufende Interstate Highway 35, der die kürzeste Verbindung von Minneapolis nach Des Moines bildet, führt durch den Osten des Stadtgebiets von Huxley. Der U.S. Highway 69 verläuft parallel zum I 35 durch das Zentrum der Stadt. Der Iowa Highway 210 führt in West-Ost-Richtung am südlichen Stadtrand entlang. Alle weiteren Straßen sind untergeordnete Landstraßen, teils unbefestigte Fahrwege sowie innerörtliche Verbindungsstraßen.
Mit dem Ames Municipal Airport befindet sich 15 km nördlich ein kleiner Flugplatz für die Allgemeine Luftfahrt und den Lufttaxiverkehr. Der nächste Verkehrsflughafen ist der 49 km südlich gelegene Des Moines International Airport.

## Geschichte
Im Jahr 1881 wurde von S. S. Merrill hier eine Siedlung angelegt und nach dessen Onkel, dem britischen Biologen Thomas Henry Huxley benannt. Der Ort wurde 1902 als selbstständige Kommune inkorporiert.

## Bevölkerung
Nach der Volkszählung im Jahr 2010 lebten in Huxley 3317 Menschen in 1194 Haushalten. Die Bevölkerungsdichte betrug 406,5 Einwohner pro Quadratkilometer. In den 1194 Haushalten lebten statistisch je 2,78 Personen.
Ethnisch betrachtet setzte sich die Bevölkerung zusammen aus 95,6 Prozent Weißen, 1,0 Prozent Afroamerikanern, 0,2 Prozent amerikanischen Ureinwohnern, 0,5 Prozent Asiaten sowie 1,1 Prozent aus anderen ethnischen Gruppen; 1,7 Prozent stammten von zwei oder mehr Ethnien ab. Unabhängig von der ethnischen Zugehörigkeit waren 2,2 Prozent der Bevölkerung spanischer oder lateinamerikanischer Abstammung.
34,1 Prozent der Bevölkerung waren unter 18 Jahre alt, 56,9 Prozent waren zwischen 18 und 64 und 9,0 Prozent waren 65 Jahre oder älter. 51,4 Prozent der Bevölkerung waren weiblich.
Das mittlere jährliche Einkommen eines Haushalts lag bei 65.254 USD. Das Pro-Kopf-Einkommen betrug 28.915 USD. 8,8 Prozent der Einwohner lebten unterhalb der Armutsgrenze.